# Stigmella lithocarpella
Stigmella lithocarpella là một loài bướm đêm thuộc họ Nepticulidae. Nó là loài duy nhất được tìm thấy ở Vân Nam.
Sải cánh dài khoảng 6.1 mm. Larvae have been được tìm thấy ở tháng 10, adults were reared in tháng 11.
Ấu trùng ăn Lithocarpus dealbatus. Chúng ăn lá nơi chúng làm tổ. 